# Dracophilus
Dracophilus is een geslacht uit de ijskruidfamilie (Aizoaceae). De soorten uit het geslacht komen voor van in Namibië tot in het westen van de Kaapprovincie in Zuid-Afrika.

## Soorten
- Dracophilus dealbatus (N.E.Br.) Walgate
- Dracophilus delaetianus (Dinter) Dinter & Schwantes

... · 
Antimima · 
Argyroderma · 
Carpobrotus · 
Disphyma · 
Dorotheanthus · 
Gibbaeum · 
Lapidaria · 
Lithops · 
Mesembryanthemum · 
Sceletium · 
Tetragonia · 
...